# Wang Yan (cyclisme)
Pour les articles homonymes, voir Wang Yan.
Dans ce nom chinois, le nom de famille, Wang, précède le nom personnel Yan.
Wang Yan, née le 24 août 1974, est une coureuse cycliste chinoise. Elle est médaillée d'or de la vitesse aux Jeux asiatiques de 1998 et aux championnats d'Asie de 1999. Elle représente la Chine aux Jeux olympiques de 1992, 1996 et 2000.

## Palmarès

### Jeux olympiques
- Barcelone 1992
  - 8e de la vitesse individuelle
- Atlanta 1996
  - 7e de la vitesse individuelle
  - Abandon lors de la course aux points
- Sydney 2000
  - 4e du 500 mètres
  - 12e de la vitesse individuelle

### Championnats du monde
- 1992
  -  Médaillée d'argent de la vitesse juniors
- Manchester 2000
  -  Médaillée de bronze du 500 mètres

### Jeux asiatiques
- 1998
  -  Médaillée d'or de la vitesse

### Championnats d'Asie
- Maebashi 1999
  -  Championne d'Asie de vitesse